# Воробьёвка (Рославльский район)
Воробьёвка — деревня в Рославльском районе Смоленской области России. Входит в состав Сырокоренского сельского поселения. Население — 0 жителей 2013 год.
Расположена в южной части области в 52 км к северо-востоку от Рославля, в 24 км севернее автодороги А101 Москва — Варшава («Старая Польская» или «Варшавка»), на берегу реки Соложа. В 23 км севернее деревни расположена железнодорожная станция Жегловка на линии Смоленск — Сухиничи.

## История
В годы Великой Отечественной войны деревня была оккупирована гитлеровскими войсками в августе 1941 года, освобождена в сентябре 1943 года.
В селе родился Герой Советского Союза Михаил Добрынин.